# Vincent Laban
Vincent Fabien Laban Bounayre (ur. 9 września 1984 w Pau) – cypryjski piłkarz pochodzenia francuskiego występujący na pozycji pomocnika. 

## Kariera klubowa
Laban karierę rozpoczynał w 2002 roku w rezerwach zespołu FC Nantes, grających w CFA. Przez trzy lata rozegrał tam 59 spotkań i zdobył 6 bramek. W 2005 roku odszedł do cypryjskiego Digenisu Morfu, występującego w Protathlima A’ Kategorias. W 2007 roku, po spadku tego klubu do B’ Kategorias, przeniósł się do pierwszoligowego Anorthosisu Famagusta. W 2008 roku zdobył z tym zespołem mistrzostwo Cypru, a także dotarł z nim do finału Pucharu Cypru. W 2010 roku wywalczył z nim zaś wicemistrzostwo Cypru.
W 2013 roku Laban przeszedł do Astry Giurgiu, a w 2015 do AEK Larnaka.

## Kariera reprezentacyjna
W reprezentacji Cypru Laban zadebiutował 15 sierpnia 2012 roku w przegranym 0:1 towarzyskim meczu z Bułgarią.